# Романовская, Елена Людвиковна
Елена Людвиковна Романовская (пол. Helena Romanowska, 26 декабря 1908, Минск — 17 мая 1980, Минск) — белорусская советская писательница. Писала по-польски. Член Союза писателей СССР (1934), участник Первого съезда советских писателей. Всю жизнь работала учительницей в школах Минска.

## Биография
Родилась 26 (13) декабря 1908 года в Минске, Минская губерния Российской империи, в семье обедневшего дворянина железнодорожника.
В 1929 году окончила Минский польский педагогический техникум имени Б. Вясаловского, затем Белорусский высший педагогический институт (1934).
Работала учительницей в польских и белорусских школах Дзержинского района и Минска.
В 1932—1937 годах одновременно с работой учителем работала в польскоязычной минской газете «Orka» и на Белорусском радио, где вместе с В. Ковальским дважды в неделю вела передачу на польском языке. Комсомолка, была представительницей так называемого поколения молодых писателей, воспитанных после Октябрьской революции и считавших себя «советскими поляками». Была членом польской секции Белорусской ассоциации пролетарских писателей.
Участвовала в работе 1-го съезда польских пролетарских писателей в Минске (1931), в 1934 году от польской секции направлена делегатом на Первый съезд писателей СССР, став одним из первых членов Союза писателей СССР. В Москве была приглашена к Н. К. Крупской, подарила ей свои книги.
Её литературная деятельность была прекращена в связи с арестом в 1937 году её мужа — белорусского поэта С. Шушкевича, была исключена из комсомола, но продолжила работать в школах.
Войну провела в оккупации. В послевоенные годы (1944—1963) работала учительницей в минских школах.
Умерла в 1980 году. Похоронена на Северном кладбище Минска.

## Творчество
Дебютировала в печати в 1929 году. Автор рассказов, стихов (поэма «В зимнее утро», 1934), произведений для детей. Писала на польском языке. Отдельными книгами в Минске в 1930-е годы были изданы повести «С весною в состязании» («Z wiosną w zawody», 1933) и «Пахнет земля»(«Pachnie ziemia», 1934), пьеса для детей «В борьбе за Советы» («W walce o Sowiety», 1934).
В своих книгах описывала перемены в польском сообществе в Белорусской ССР, борьбу старого и нового на селе.
Переводила на польский язык произведения белорусских писателей, в том числе повесть Платона Головача «Испуг на загонах» (1933).
Отдельные её произведения были переведены на белорусский язык, о переводах на русский язык не известно.

## Семья
Отец — Людовик Романовский, был обедневшим дворянином, работал на Либавско-Роменской железной дороге обер-кондуктором.
Брат Вацлав погиб во время Гражданской войны в России, брат Феликс — в первые дни Второй мировой войны.
Младшая сестра Ядвига умерла во время немецкой оккупации, когда, будучи беременной, упала с высоты, покинув тайник, в котором пряталась от коллаборационистских полицаев.
Муж — белорусский поэт Станислав Петрович Шушкевич.
Сын — Станислав Станиславович Шушкевич, белорусский политик, председатель последнего Верховного Совета Белорусской ССР, первый лидер независимой Беларуси после 1991 года.